# (4232) Aparicio
(4232) Aparicio es un asteroide que forma parte del cinturón interior de asteroides y fue descubierto por el equipo del Observatorio Félix Aguilar el 13 de febrero de 1977 desde el observatorio de El Leoncito, Argentina.

## Designación y nombre
Aparicio recibió al principio la designación de 1977 CD.
Más adelante, en 1997, se nombró en honor del geólogo argentino Emiliano Pedro Aparicio (1921-1988).

## Características orbitales
Aparicio orbita a una distancia media de 1,936 ua del Sol, pudiendo alejarse hasta 2,098 ua y acercarse hasta 1,774 ua. Tiene una inclinación orbital de 21,7 grados y una excentricidad de 0,08353. Emplea en completar una órbita alrededor del Sol 984 días.
Aparicio pertenece al grupo asteroidal de Hungaria.

## Características físicas
La magnitud absoluta de Aparicio es 13,7 y el periodo de rotación de 54,4 horas.